# Arabský pohár v malém fotbale
Arabský pohár v malém fotbale se koná se od roku 2024 a pořádá ho Arabská federace malého fotbalu (AMF). Na prvním a zatím posledním turnaji v únoru 2024 zvítězili reprezentanti Egypta.

## Turnaje
| Rok  | Hostitel       |       |             |             |              |
| Rok  | Hostitel       | Vítěz | Druhé místo | Třetí místo | Čtvrté místo |
| ---- | -------------- | ----- | ----------- | ----------- | ------------ |
| 2024 | Egypt (Káhira) | Egypt | Libye       | Tunisko     | Libanon      |
| 2025 | Libye (Derna)  |       |             |             |              |

## Medailový stav podle zemí do roku 2024 (včetně)
| Pořadí | Země    | Zlato | Stříbro | Bronz | Celkem |
| 1.     | Egypt   | 1     | 0       | 0     | 1      |
| 2.     | Libye   | 0     | 1       | 0     | 1      |
| 3.     | Tunisko | 0     | 0       | 1     | 1      |